# Vinzenz Baillet von Latour
Vinzenz Karl Max Baillet von Latour, född den 5 oktober 1848, död 1913, var en österrikisk greve och politiker.
von Latour var några månader 1897–98 undervisningsminister i ministären Gautsch och från 1900 medlem av österrikiska herrehuset.